# Église Saint-Antoine de Braize
L'église Saint-Antoine est une église située à Braize, en France.

## Localisation
L'église est située sur la commune de Braize, dans le département français de l'Allier.

## Historique
L'édifice est inscrit au titre des monuments historiques en 1933.